# San Mauro Torinese
San Mauro Torinese är en ort och kommun i storstadsregionen Turin, innan 2015 provinsen Turin, i regionen Piemonte, Italien. Kommunen hade 19 048 invånare (2017).